# 강선규 (축구 선수)
강선규(한국 한자: 康善圭, 1986년 4월 20일 ~ )는 대한민국의 축구 선수이다.

## 클럽 경력
FC 루빈 카잔에서 프로 선수 생활을 시작했다.루빈에 있는 2년 동안 그는 리저브에서만 뛰며 경기에 한 번도 출전하지 않았지만 두 번의 러시아 컵 경기에 출전했다.
2008년 K-리그 신인 드래프트를 통해 대전 시티즌에 입단했고, 그 해 리그 열 한 경기에 출장하였다. 2010년 여름 이적 시장에서 강원 FC에 입단했다.

## 수상 내역

### 개인
- 아시아학생선수권대회 우수상: 2004